# 岡崎恆子
岡崎恒子（日语：／ Okazaki Tsuneko，1933年6月7日—），出生名原恒子（日语：／ Hara Tsuneko），日本分子生物學家，現任名古屋大學名譽教授、藤田保健衛生大學講座教授。紫綬褒章、文化勳章表彰。
岡崎恒子與他的丈夫岡崎令治，以發現DNA合成前體的短片段「岡崎片段」廣為人知。

## 生平與成就
1933年6月7日，原恒子出生於日本名古屋。曾就讀愛知縣立旭丘高等學校，1953年從名古屋大學理學部生物學科畢業，翌年與同學岡崎令治結婚。隨後跟隨丈夫投入發育生物學研究，夫婦兩人同於1960年赴美，至聖路易斯華盛頓大學的阿瑟·科恩伯格（1959年诺贝尔生理学或医学奖得主）研究室作博士後研究，其後一同轉至史丹佛大學。1963年返日。1965年擔任名古屋大學助手。
1966年，發現DNA合成前體的短片段「岡崎片段」，並在美國國家科學院的《Sci USA》、冷泉港實驗室的研討會上發表，轟動全球學界 。1976年升任助教授，1983年升任教授。
在教科書中，岡崎片段被譽為「日本分子生物學的金字塔」。 惟其夫岡崎令治已在1975年病逝，無緣角逐諾貝爾獎。

## 榮譽
- 紫绶褒章（2000年）
- 文化勋章（2021年11月3日公布）

### 奖项
- 1986年 中日文化獎[7]
- 2000年 世界杰出女科学家成就奖[8]

## 岡崎恆子＆令治獎
為紀念岡崎夫婦的貢獻，名古屋大學理學部於2015年首度頒發「岡崎恒子＆令治獎」（Tsuneko & Reiji Okazaki Award）。獲獎人為哈佛大學暨麻省理工學院的張鋒博士。

## 外部連結
- Detailed biography （页面存档备份，存于） （日語）